# Institut für Autismusforschung
Das Institut für Autismusforschung Hans E. Kehrer e. V. (IFA) ist ein anwendungsorientiertes Forschungsinstitut mit Sitz auf dem Campus der Jacobs University Bremen. Es wird in der Rechtsform eines eingetragenen Vereins geführt und widmet sich der Forschung im Bereich der Autismus-Spektrum-Störung (ASS). Der Fokus liegt dabei auf einem verhaltenstherapeutischem Ansatz. Bekannt wurde das IFA durch die Entwicklung des Bremer Elterntrainingsprogramms (BET), das auf der Applied Behavior Analysis (ABA) beruht.

## Geschichte
Das IFA wurde 1983 von Hans Erwin Kehrer gegründet. Kehrer war langjähriger Leiter der Kinder- und Jugendpsychiatrie der Universitätsklinik Münster. Er betrieb Grundlagenforschung zum Thema Autismus, publizierte Standardwerke und leistete Aufklärungs- und Öffentlichkeitsarbeit. Als einer der ersten Therapieforscher übernahm er verhaltenstherapeutische Ansätze, die sich in den USA als effektiv in der Förderung autistischer Kinder erwiesen hatten.
"Das IFA war in den 80er Jahren, als der „Frühkindliche Autismus“ in Deutschland noch kaum bekannt war, das erste deutsche Forschungsinstitut, das anglo-amerikanische Forschungsergebnisse zum Autismus – insbesondere zur Diagnostik – rezipierte und die Verhaltenstherapie als Methode der Wahl für autistische Kinder in Deutschland einführte."
Nach dem Tod Kehrers 2002 wurde das Institut für Autismusforschung nach Bremen verlegt. 1. Vorsitzender war von 2003 bis 2020 Hermann Cordes, Vater eines autistischen Sohnes. Seit 2020 ist Hermann Cordes’ Tochter Ragna Cordes 1. Vorsitzende des IFA.

## Bremer Elterntrainingsprogramm (BET)
Beim IFA wurde das Bremer Elterntrainingsprogramm (BET) entwickelt. Es basiert auf dem Ansatz der Applied Behavior Analysis, die vom Psychologen Ole Ivaar Lovaas in den sechziger Jahren für die Arbeit mit autistischen Kindern entwickelt wurde. ABA wurde auf dem Hintergrund von Untersuchungen des Verhaltensforschers B. F. Skinner entwickelt, der durch Versuche an Tieren gezeigt hatte, dass durch Drill und Belohnung das Verhalten geändert werden kann. Lovaas zeigte auf, dass durch stetige Wiederholung und positive Verstärkung autistische Kinder sprechen lernen können. Loovas stellte damit Autismus erstmals als Lernproblem dar. Autistische Kinder wurde bis zu diesen Erkenntnissen oft in psychiatrischen Anstalten untergebracht, ohne Aussicht auf weitere Entwicklungschancen. Die von Loovaas ursprünglich entwickelten, starren Methoden der ABA sind heute umstritten und wurden erfolgreich weiterentwickelt. Eine erfolgreiche Therapie unter Anwendung des Bremer Elterntrainingsprogramms (BET) umfasst mindestens 40 Wochenstunden, und sollte im Idealfall die gesamte Wachphase des Kindes umfassen.

### Aktion Mensch
Im Oktober 2008 begann das auf drei Jahre angelegte Pilotprojekt PEFA (Potsdamer Elterntraining zur Frühförderung autistischer Kinder), welches von der Aktion Mensch und dem Kompetenzzentrum für Autismus im Oberlinhaus finanziert und von der Psychologisch-Psychotherapeutischen Ambulanz der Universität Potsdam sowie dem Institut für Autismusforschung wissenschaftlich betreut wurde. Bereits nach sechs bis acht Monaten zeigten sich bei den betreuten Kindern bedeutende Fortschritte. Seit 2014 fördert die Aktion Mensch als Fortsetzung ein auf drei Jahre angelegtes Pilotprojekt des IFA. Die Förderung wurde 2017 eingestellt, weil die Kontroverse um ABA und dessen Ableitungen seitens der Aktion Mensch nicht geklärt werden konnte.

#### Kritik
Der Bundesverband kritisierte ABA-basierte Therapien „als Dressur des Kindes, die gegen seine Würde verstößt“, Autismus-Aktivisten halten diese Therapien für unethisch und eine Form des Missbrauchs. Angesichts von Kritik an ihrer Unterstützung des Projekts PEFA initiierte die Aktion Mensch 2015 eine Podiumsdiskussion mit Experten, um eine Versachlichung der Diskussion und einem offenen Austausch zu erreichen.

## Fortbildungen
Das IFA bietet seit 2004 Weiterbildung im Bereich Autismus für Ärzte, Erzieher, Pädagogen und Psychotherapeuten an.
Diese Weiterbildung ist verhaltenstherapeutisch zentriert und erfolgt in Zusammenarbeit mit der Deutschen Gesellschaft für Verhaltenstherapie. Sie orientiert sich an evidenzbasierten Therapieverfahren der Autismustherapie, insbesondere Strategien der „Autismusspezifischen Verhaltenstherapie“ (AVT). Seit 2015 kann ein Aufbaukurs zum zertifizierten Autismustherapeut belegt werden.